# Bếp

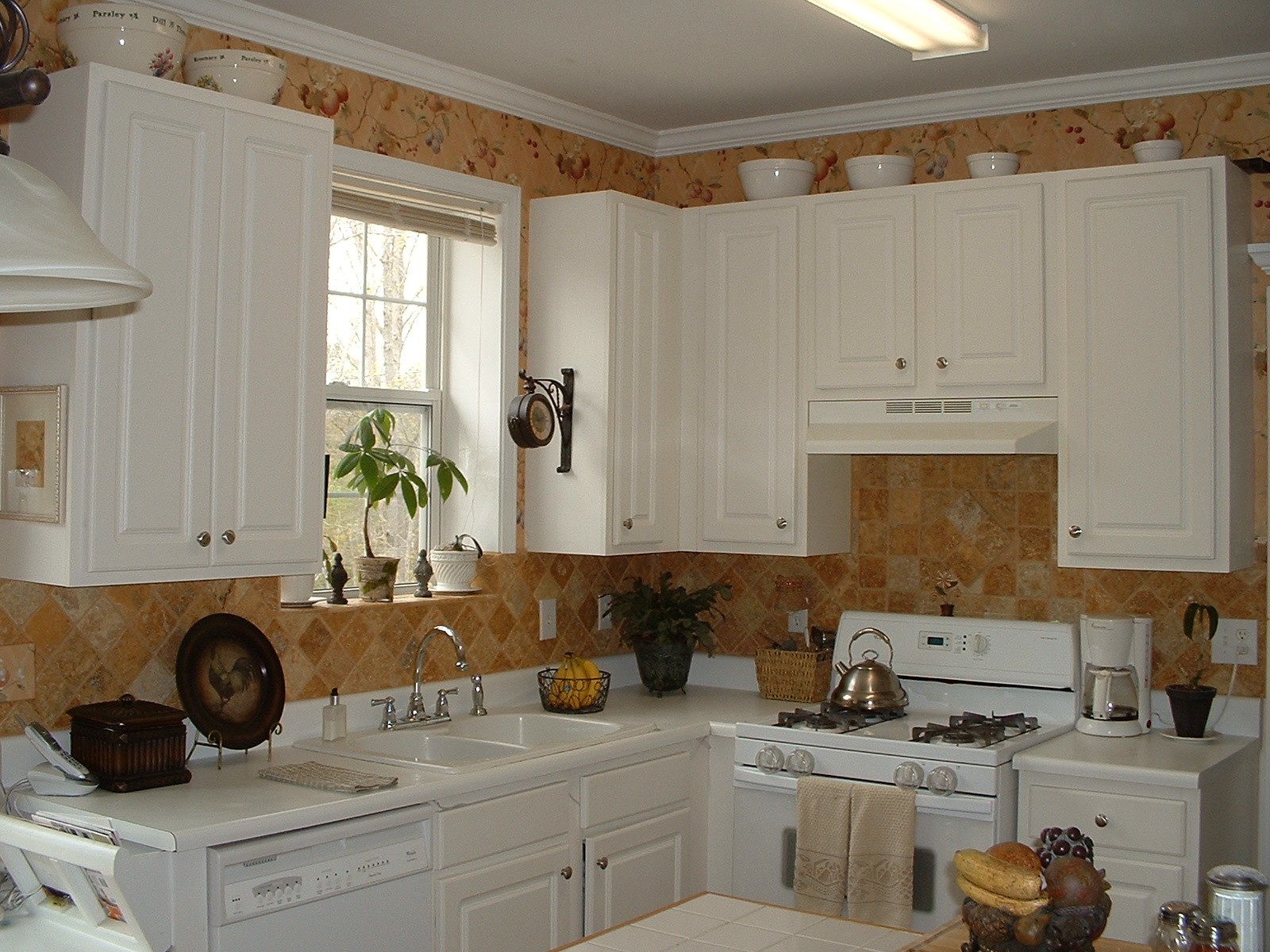
Nhà bếp hiện đại

Bếp là một căn phòng hoặc một phần của căn phòng được sử dụng để nấu nướng và chuẩn bị thực phẩm trong nhà ở hoặc trong một cơ sở thương mại. Nhà bếp trung lưu hiện đại thường được trang bị bếp nấu, bồn rửa với nước nóng hay lạnh, tủ lạnh, bệ bếp và tủ bếp được bố trí theo thiết kế mô-đun. Nhiều hộ gia đình có lò vi sóng, máy rửa bát và các thiết bị điện khác. Các chức năng chính của nhà bếp là lưu trữ, chuẩn bị và nấu thức ăn (và hoàn thành các công việc liên quan như rửa chén). Căn phòng hoặc khu vực này cũng có thể được sử dụng để ăn uống (hoặc các bữa ăn nhỏ như bữa sáng), giải trí và giặt là. Thiết kế và xây dựng nhà bếp là một thị trường rộng lớn trên toàn thế giới.
Bếp thương mại được tìm thấy trong các nhà hàng, nhà ăn, khách sạn, bệnh viện, cơ sở giáo dục và nơi làm việc, doanh trại quân đội và các cơ sở tương tự. Các nhà bếp này thường lớn hơn và được trang bị các thiết bị lớn hơn và nặng hơn so với nhà bếp dân dụng. Ví dụ, một nhà hàng lớn có thể có một tủ lạnh không cửa ngăn lớn và một máy rửa chén thương mại lớn. Trong một số trường hợp, thiết bị nhà bếp thương mại như bồn rửa thương mại được sử dụng trong các môi trường gia đình vì nó dễ sử dụng để chuẩn bị thực phẩm và độ bền cao.
Ở các nước phát triển, bếp thương mại thường tuân theo luật y tế công cộng. Các cơ sở y tế công cộng được kiểm tra định kỳ và buộc phải đóng cửa nếu không đáp ứng các yêu cầu vệ sinh theo quy định của pháp luật.

## Lịch sử
Sự phát triển của nhà bếp được liên kết với việc phát minh ra phạm vi nấu ăn hoặc bếp nấu ăn và sự phát triển của cơ sở hạ tầng nước có khả năng cung cấp nước sinh hoạt cho các ngôi nhà riêng. Thức ăn được nấu trên ngọn lửa trần. Những tiến bộ kỹ thuật trong việc hâm nóng thức ăn trong thế kỷ 18 và 19 đã làm thay đổi kiến trúc của nhà bếp. Trước khi các đường ống hiện đại ra đời, nước được dẫn từ nguồn ngoài trời như giếng, máy bơm hoặc nước từ suối.

### Thời xưa

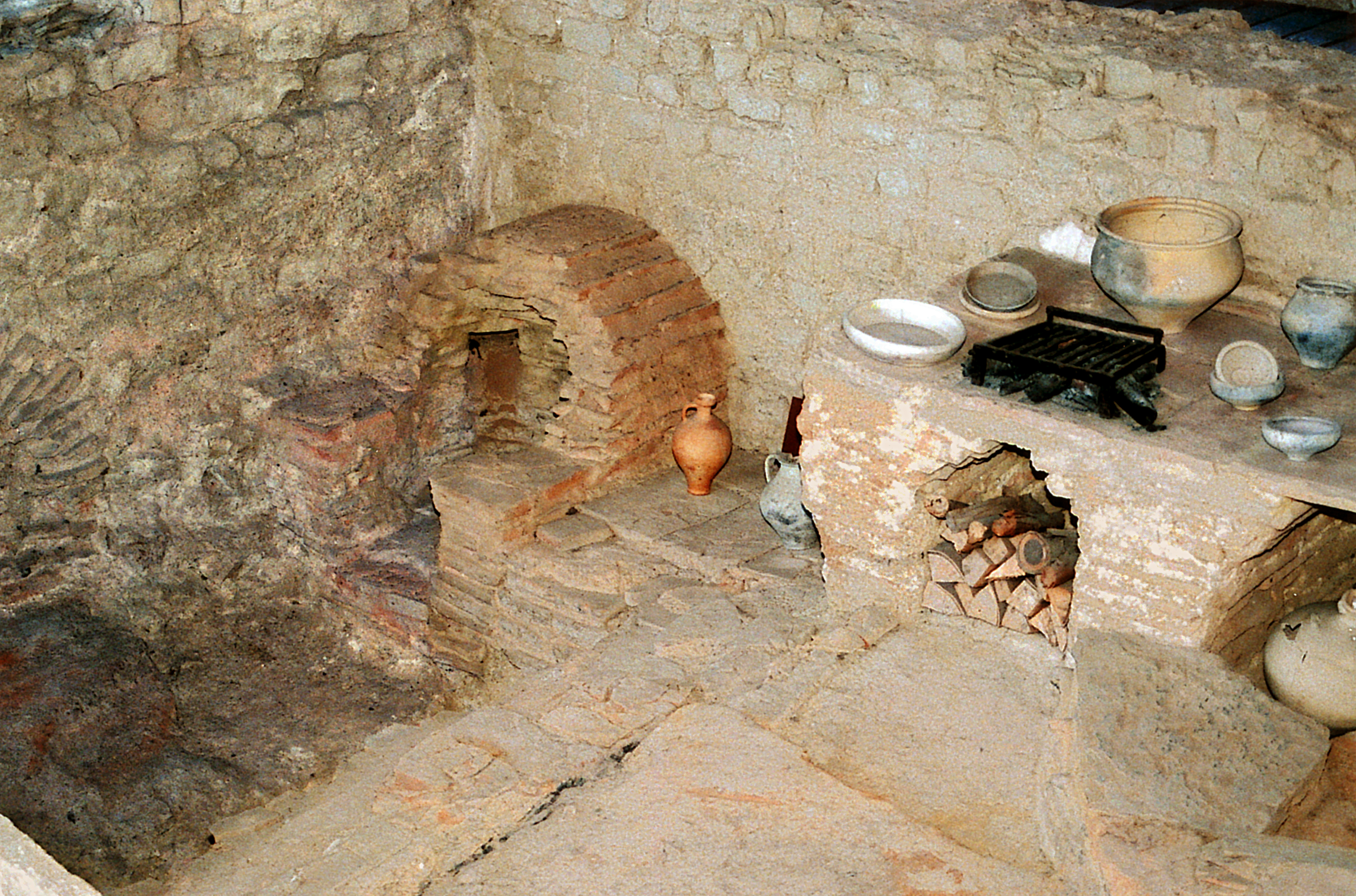
Nhà bếp với bếp và lò nướng của một quán trọ La Mã (Mansio) tại biệt thự La Mã ở Bad Neuenahr-Ahrweiler (Đức)

Những ngôi nhà ở Hy Lạp cổ đại thường là kiểu giếng trời: các phòng được bố trí xung quanh sân trung tâm dành cho phụ nữ. Trong nhiều ngôi nhà như vậy, một sân có mái che nhưng không gian mở được dùng làm nhà bếp.
Nhà của những người giàu có có nhà bếp như một phòng riêng biệt, thường nằm cạnh phòng tắm (để cả hai phòng có thể được sưởi ấm bằng lửa bếp), cả hai phòng đều có thể vào được từ tòa án. Trong những ngôi nhà như vậy, thường có một kho nhỏ riêng biệt ở phía sau bếp dùng để đựng thức ăn và đồ dùng nhà bếp.
Trong thời kỳ Đế chế La Mã, dân thường ở các thành phố thường không có bếp riêng; họ đã nấu ăn trong những nhà bếp công cộng lớn. Một số có bếp nhỏ bằng đồng di động, trên đó có thể đốt lửa để nấu nướng. Những người La Mã giàu có có nhà bếp được trang bị tương đối tốt.
Trong một biệt thự thời La Mã, nhà bếp thường được tích hợp vào tòa nhà chính như một phòng riêng biệt, được tách biệt vì lý do thực tế về khói và lý do xã hội học của việc nhà bếp được vận hành bởi nô lệ. Lò sưởi thường ở trên sàn, đặt ở một bức tường - đôi khi được nâng lên một chút - đến mức người ta phải quỳ gối để nấu ăn. Không có ống khói.